# Бредли Бил
Бредли Емануел Бил (енгл. Bradley Emmanuel Beal; Сент Луис, Мисури, 28. јун 1993) амерички је кошаркаш. Игра на позицији бека, а тренутно наступа за Лос Анђелес клиперса.

## Успеси

### Појединачни
- НБА ол-стар меч (3): 2018, 2019, 2021.
- Идеални тим НБА — трећа постава (1): 2020/21.
- Идеални тим новајлија НБА — прва постава: 2012/13.
- Најкориснији играч Америчког првенства до 16 година: 2009.
- Најкориснији играч Светског првенства до 17 година: 2010.

### Репрезентативни
- Америчко првенство до 16 година :  2009.
- Светско првенство до 17 година:  2010.